# Хачи Иваз Мехмед-паша
Хачи Иваз Мехмед-паша је био османски ратник и велики везир Османског царства од 23. марта 1739. до 23. јула 1740. године. Његов отац Насрулла је из Јагодине. Учествовао је у великом турском рату.

## Биографија
Године 1735. је био везир, никополски и видински гувернер. По избијању аустро-турског рата (1737—1739) борио се против аустријанаца са релативно малом покрајинском војском. Његови напори су посебно драгоцени за отоманску ствар. Након што је главна османска војска стигла на аустријски фронт, то је био један од војних команданта. Године 1738. опколио је и заробио Адакале.
Дана 22. марта 1739. постављен је за великог везира. Преузима Смедеревску тврђаву. Дана 21. јула 1739. командује отоманском војском битком код Гроцке, гдје су аустријанци одлучно поражени и отворили пут за повратак Београда на отоманску власт. После битке у која је опкољен и заробљен Београд закључује - Београдски мир. 
Његов повратак у Цариград је незабораван - дозвољен му је тријумф. За први пут је отоманском војсковођи дозвољен улазак на коњу у Топкапи. Године 1740. у Истанбулу је избио пожар и анти-јеврејска побуна. Султан га уклања са власти као велики везир 23. јуна 1740. године.
Његов син Ивазад Халил-паша такође је био велики везир (12. децембар 1769. - 25. октобар 1770.) у најодлучнијој фази руско-турског рата (1768—1774). Халил паша био је командант у бици код Кагула.
Био је ожењен султанијом Михримах, ћерком Ахмеда III.